# Баркана
Баркана (рум. Barcana) — село у повіті Бакеу в Румунії. Входить до складу комуни Рекітоаса.
Село розташоване на відстані 248 км на північний схід від Бухареста, 34 км на схід від Бакеу, 76 км на південь від Ясс, 129 км на північний захід від Галаца.

## Населення
За даними перепису населення 2002 року у селі проживала 491 особа, усі — румуни. Рідною мовою 490 осіб (99,8%) назвали румунську.